# Raeta meridionalis
Raeta meridionalis is een tweekleppigensoort uit de familie van de Mactridae. De wetenschappelijke naam van de soort is voor het eerst geldig gepubliceerd in 1889 door Tate.